# Công nghiệp dệt may

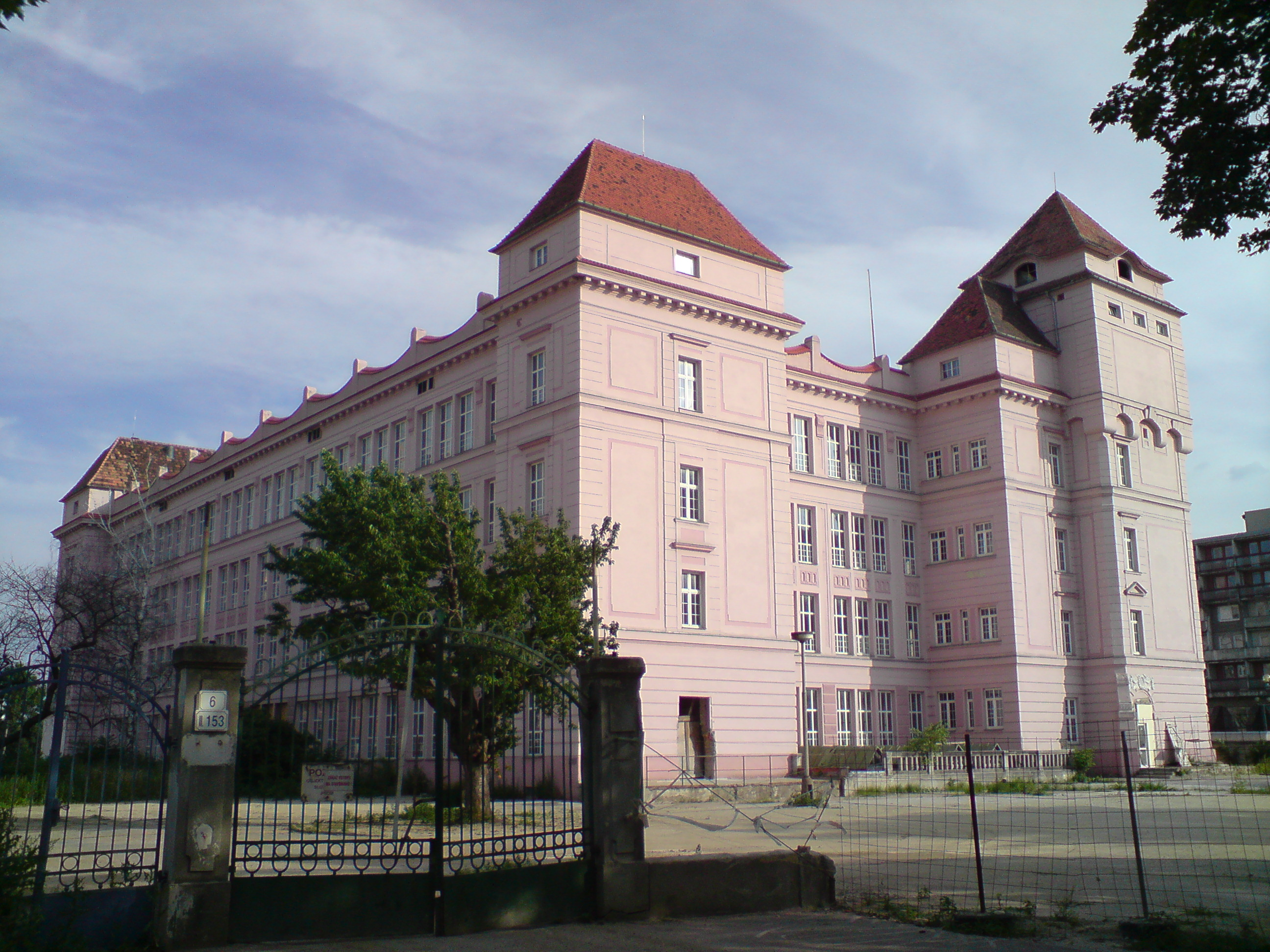
Một nhà máy dệt cũ ("Cvernovka") ở Bratislava, Slovakia (1901-2004).

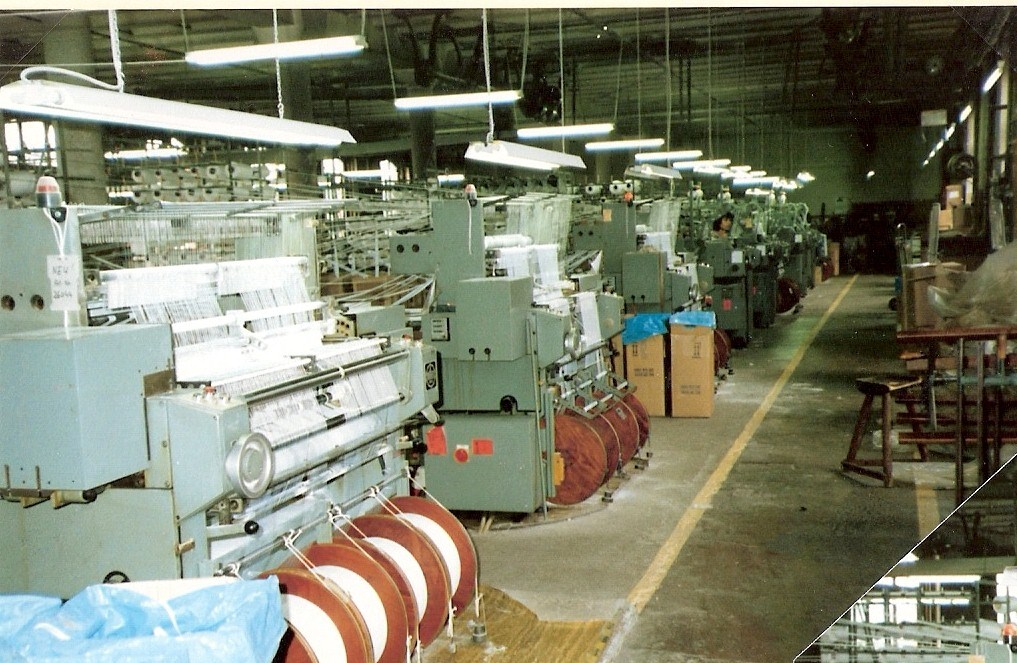
Nhà máy dệt (Đức, c. 1975).

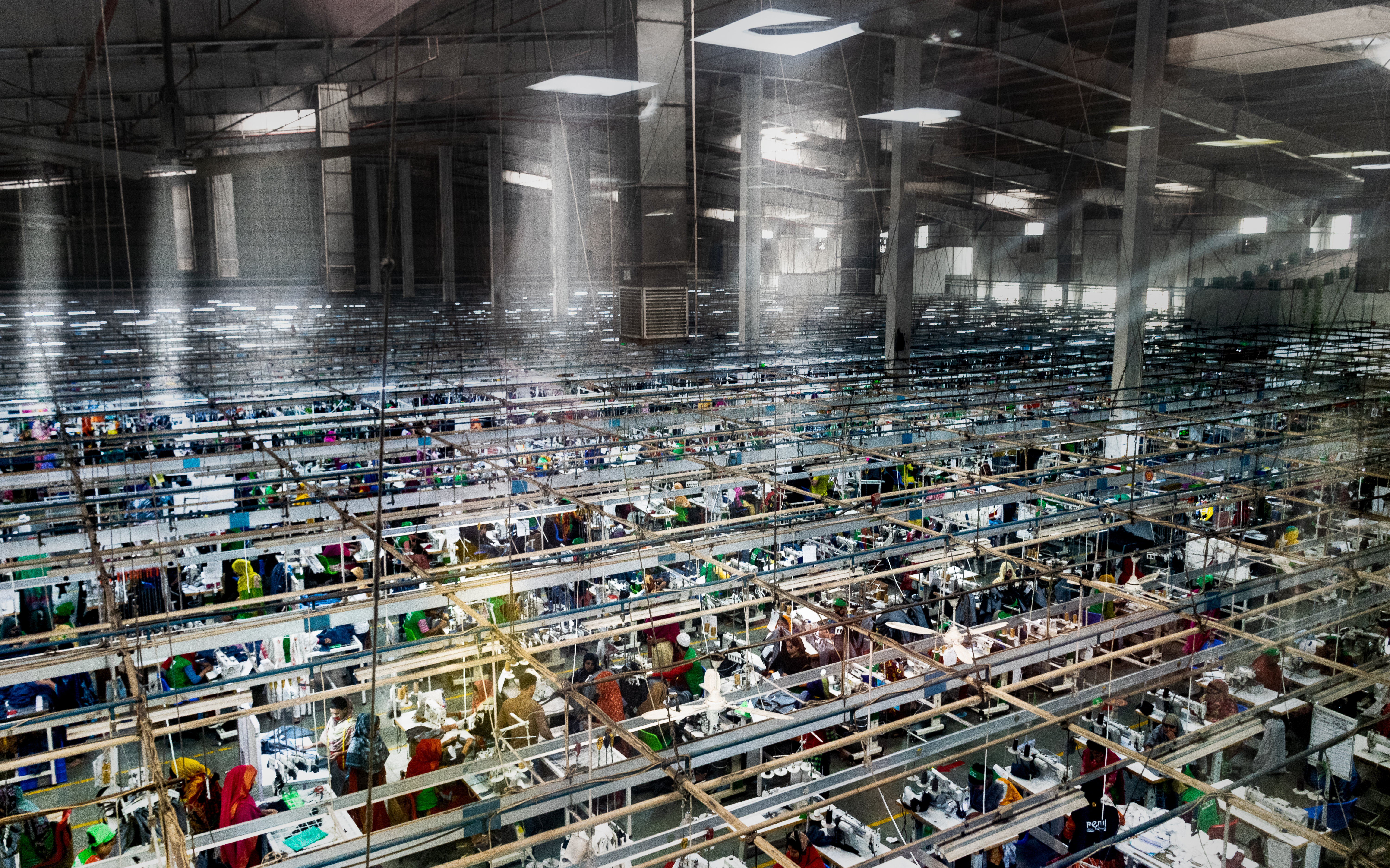
Remi Holdings đạt điểm số cao nhất về hàng may mặc được chứng nhận LEED ở Bangladesh và cao nhất trên thế giới.

Công nghiệp dệt may chủ yếu quan tâm đến việc thiết kế, sản xuất và phân phối sợi, vải và quần áo. Nguyên liệu thô có thể là tự nhiên hoặc tổng hợp sử dụng các sản phẩm của ngành công nghiệp hóa chất.

## Quy trình công nghiệp

### Sản xuất bông
Bông là loại sợi tự nhiên quan trọng nhất trên thế giới. Trong năm 2007, sản lượng toàn cầu là 25 triệu tấn từ 35 triệu ha được canh tác tại hơn 50 quốc gia. Có năm giai đoạn:
- Trồng trọt và thu hoạch
- Quá trình chuẩn bị
- Kéo sợi - tạo sợi
- Dệt - tạo vải [a]
- Hoàn thiện - tạo ra hàng dệt may

Có thể lấy bông bằng nhiều cách như dệt, đan, thậm chí bằng cách sử dụng máy dệt tay và máy dệt điện

### Sợi tổng hợp
Sợi tổng hợp có thể được tạo ra bằng cách đùn một polyme, qua một trục quay vào môi trường tại đó nó trở nên cứng lại. Kéo sợi ướt (rayon) sử dụng môi trường đông tụ. Trong kéo sợi khô (axetat và triaxetat), polyme được chứa trong một dung môi bay hơi trong buồng thoát nhiệt đã được làm nóng. Trong kéo sợi nóng chảy (nylons và polyeste), polyme ép đùn được làm nguội trong khí hoặc không khí và sau đó đông kết. Tất cả những sợi này sẽ có chiều dài lớn, thường dài hàng km.
Xơ nhân tạo có thể được xử lý dưới dạng sợi dài hoặc theo lô và cắt để chúng có thể được xử lý như sợi tự nhiên.

### Sợi tự nhiên
Sợi tự nhiên hoặc từ động vật (cừu, dê, thỏ, tằm) khoáng chất (amiăng) hoặc từ thực vật (bông, lanh, sisal). Những sợi thực vật này có thể đến từ hạt (bông), thân (được gọi là sợi libe: lanh, gai dầu, đay) hoặc lá (sisal). Không có ngoại lệ, nhiều quy trình là cần thiết trước khi thu được một mặt hàng chủ lực sạch đều - mỗi quy trình có một tên cụ thể. Ngoại trừ tơ tằm, mỗi loại sợi này đều ngắn, chiều dài chỉ vài cm và mỗi sợi đều có bề mặt nhám cho phép nó liên kết với các loại kim loại tương tự.